# Вид на Волге. Барки
«Вид на Волге. Барки» — картина русского художника Фёдора Васильева (1850—1873), написанная в 1870 году. Принадлежит собранию Государственного Русского музея в Санкт-Петербурге (инв. Ж-4095). Размер картины — 67 × 105 см. Употребляются также другие названия: «Вид на Волге», «Вид на Волге. Баржи», «Баржи на Волге» и «Барки на Волге». На полотне изображены причаленные к берегу Волги барки, рядом с которыми расположилась группа отдыхающих от тяжёлого труда бурлаков.
При работе над картиной Фёдор Васильев использовал этюды и эскизы, созданные во время четырёхмесячной поездки на Волгу, которую он совершил вместе с художниками Ильёй Репиным и Евгением Макаровым, а также музыкантом Василием Репиным. После смерти Васильева, скончавшегося от туберкулёза в 1873 году в возрасте 23 лет, полотно оказалось в собрании Императорской Академии художеств, откуда в 1898 году оно было передано в создаваемый в то время Русский музей императора Александра III (ныне — Государственный Русский музей).
Искусствоведы высоко оценивали новаторство пейзажа «Вид на Волге. Барки» и его значение для развития русской живописи. Алексей Фёдоров-Давыдов отмечал, что «Вид на Волге» «ярко выделяется среди несколько живописно-робких и приглушённо-серых современных ему пейзажей». Николай Новоуспенский писал, что эта картина вошла «в число совершеннейших образцов русского пейзажного искусства XIX века». Фаина Мальцева считала, что, с одной стороны, это произведение является «гимном природе, её красоте, огромной потенциальной силе её жизни», а с другой — «гимном человеку, сбросившему со своих плеч бурлацкую лямку».

## История
Летом 1870 года 20-летний Фёдор Васильев отправился в поездку на Волгу, сопровождая уже известного к тому времени художника Илью Репина, который в тот период работал над своей будущей картиной «Бурлаки на Волге». Вместе с ними в этом путешествии приняли участие художник Евгений Макаров и музыкант Василий Репин, младший брат Ильи Репина. По некоторым данным, именно Васильеву удалось договориться о финансировании поездки Обществом поощрения художников. Начав путешествие в Твери, к июню они были уже в районе Ставрополя (также известного как Ставрополь-Волжский или Ставрополь-на-Волге), где они провели несколько месяцев в селе Ширяево, расположенном на правом берегу Волги у Жигулёвских гор.

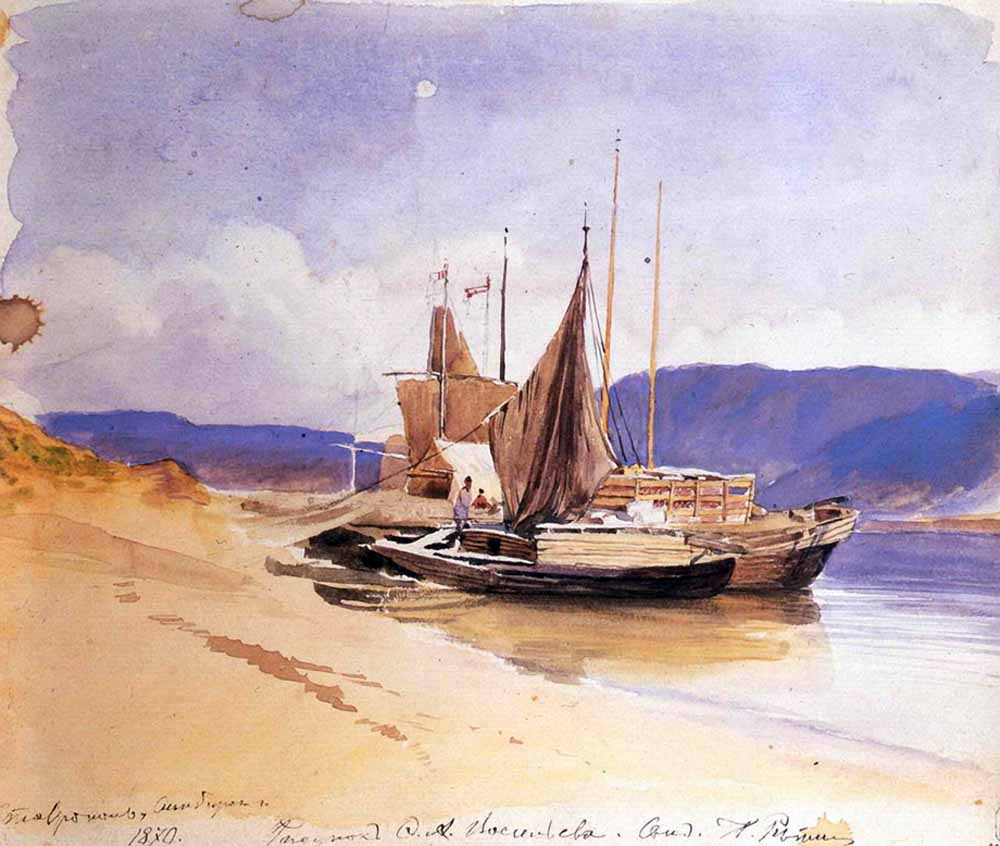
Ф. А. Васильев. Барки у берега (акварель, 1870, ГРМ)

Несмотря на молодость Васильева, по ходу поездки старшие коллеги были вынуждены признать его авторитет и лидерство в пленэрной живописи — впоследствии Илья Репин вспоминал, что «не прошло и недели, как мы взапуски рабски подражали Васильеву и до обожания верили ему», «он был для всех нас превосходным учителем». Васильев много рисовал — в его альбомах были «и широкие панорамы волжских просторов, и типичные сценки прибрежной жизни, и мельчайшие детали в формах растений и строении судов». Он часто изображал лодки, барки, расшивы, плоты, рыбацкие снасти, а также паруса, «то наполненные ветром, то ниспадающие с мачт в различных ракурсах, расположенные на переднем плане и нарисованные с тонкой детализацией или далёкие, обозначенные лишь общими изящными силуэтами на фоне воздушных далей». По-видимому, уже тогда он задумывал написание будущего полотна «Вид на Волге. Барки», доводя до уровня эскизов-вариантов некоторые рисунки, такие как хранящиеся ныне в Государственном Русском музее «Барки у берега» и «Барка и лодки у берега».

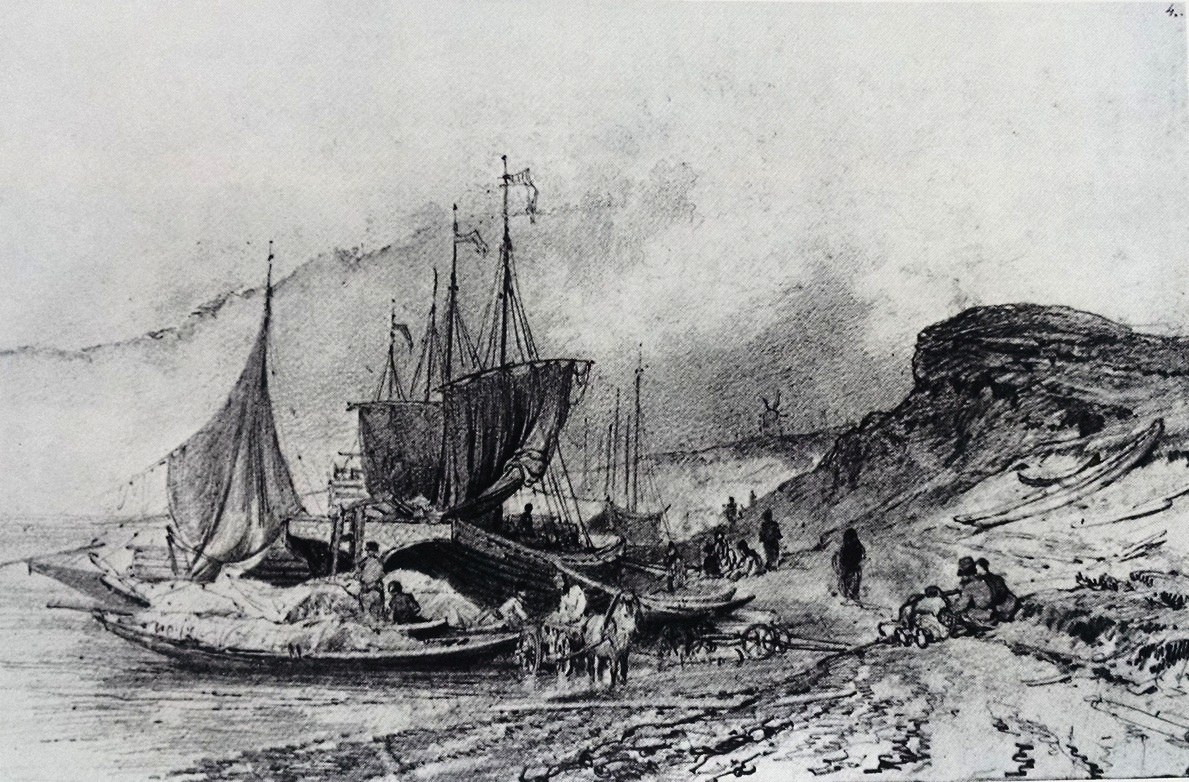
Ф. А. Васильев. Барка и лодки у берега (рисунок, 1870, ГРМ)

После возвращения из этой четырёхмесячной поездки, используя свои эскизы и этюды, сделанные у Волги, Фёдор Васильев написал несколько картин. Помимо полотна «Вид на Волге. Барки», среди них также были другие известные пейзажи — «Волжские лагуны» (1870, холст, масло, 70 × 127 см, ГТГ) и «Берег Волги после грозы» (1871, холст, масло, 66,8 × 102,5 см, ГТГ).
После смерти Васильева, скончавшегося от туберкулёза в 1873 году в возрасте 23 лет, Павел Третьяков очень хотел приобрести картину «Вид на Волге. Барки» для своей коллекции. 8 января 1874 года он писал художнику Ивану Крамскому: «Я решил, что для известной уже Вам моей цели, мне непременно нужно иметь Васильева пейзаж с барками, так как этот экземпляр даёт понятие, какой бы он также был замечательный маринист; и вот я вчера послал Вам телеграмму; я уверен, что Вы сочувствуете моей такой усиленной любви к произведениям Васильева, хотя может быть и находите неудобным отдавать много вещей его в одни руки». Тем не менее Третьякову так и не удалось получить эту картину. Полотно оказалось в собрании Императорской Академии художеств, откуда в 1898 году оно было передано в создаваемый в то время Русский музей императора Александра III (ныне — Государственный Русский музей). В настоящее время полотно «Вид на Волге. Барки» выставлено в зале № 20 Михайловского дворца, где, кроме него, находятся другие произведения Фёдора Васильева, среди которых «Деревня», «Болото в лесу. Осень», а также авторское повторение картины «Оттепель».

## Описание
На картине изображены причаленные к берегу Волги барки. Рядом с ними, у костра на берегу реки, находится группа отдыхающих от тяжёлого труда бурлаков. В первую очередь внимание зрителя привлекает не жанровый мотив с бурлаками, а «самый пейзаж с его грандиозным сияющим лазурью небом и слитые с ним, устремлённые ввысь мачты стоящих барок с прекрасно написанными чуть приспущенными парусами». Барки несколько удалены от переднего плана и образуют компактную группу в центральной части полотна, играя существенную роль в восприятии пейзажа. Натурный опыт, накопленный Васильевым при создании многочисленных эскизов и этюдов, помог ему реалистично изобразить резные украшения на корме, а также тканевые складки на парусах — как приспущенных, так и расправленных.

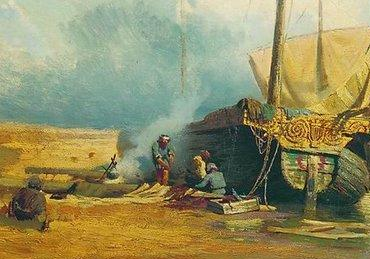
Бурлаки на отдыхе (фрагмент картины)

В тени барок деликатно вписана жанровая сцена с отдыхающими бурлаками. Несмотря на обобщённость изображения отдельных фигур, «они кажутся связанными между собой „безмолвным диалогом“ выразительных поз и перекличкой синеватого и белого цвета рубах». Сизоватый дым от костра и подвешенный на треноге котелок свидетельствуют о том, что приближается обеденный час. Васильев вкладывал в этот жанровый мотив большой смысл, во-первых, с его помощью усиливая воздействие основного пейзажного образа, а во-вторых, подчёркивая «ощутимую связь природного и человеческого».
Линия горизонта расположена довольно низко, в результате чего бо́льшую часть полотна занимает изображение неба, «с беспредельной воздушной лазурью и громоздящимися послегрозовыми облаками». О недавно прошедшей грозе напоминают только остатки сероватых облаков в нижней левой части, а также небольшой кусочек тучи в левом верхнем углу полотна. Низкий берег реки освещён солнцем. Для того чтобы изобразить песок, принимающий отсветы и тени плывущих по небу облаков, Васильев использует разнообразные оттенки цвета — от серо-пепельного у кромки воды до золотисто-рыжего на освещённых участках в левой части полотна. Кроме этого, художником хорошо переданы визуальные эффекты игры солнечного света на гладкой поверхности воды, а также лёгкой прохладной тени от стоящих у берега барок.

## Эскизы и этюды
Во время пребывания на Волге Фёдор Васильев создал множество этюдов и эскизов, которые были впоследствии использованы им при написании полотна «Вид на Волге. Барки» и других картин. Среди рисунков, изображающих барки, лодки и расшивы, — «Барка с лодочкой у причала. Крестьяне в лодке. Художники в лодке» (три рисунка на одном листе, бумага, графитный карандаш, 26,3 × 34,6 см), «Рыбачьи лодки у берега», «Барки у берега. Раки» (бумага, графитный карандаш, 27,7 × 36,2 см), «Лодки и дощаники у берега. Утки», а также два рисунка с названием «Барки» (бумага, графитный карандаш, 25,5 × 34 см и 27,8 × 37,2 см), все в Государственном Русском музее (ГРМ). Рыбацкие снасти присутствуют на рисунках «Волга. Камни на берегу. Сушка сетей у берега» (бумага, графитный карандаш, 27,7 × 37 см, ГРМ) и «Художник на этюдах. Вентерь. Руины» (Харьковский художественный музей). Бурлаки и плоты изображены на рисунках «Бурлаки на Волге» и «Плоты на Волге. Ветреный день» (все в ГРМ). Также в Государственном Русском музее хранятся и два эскиза-варианта — «Барки у берега» (бумага, акварель, 19,8 × 23,7 см) и «Барка и лодки у берега» (бумага, графитный карандаш, 18,2 × 28,3 см).
Рисунки к картине «Вид на Волге. Барки»

## Отзывы
Искусствовед Алексей Фёдоров-Давыдов приводил картину «Вид на Волге» в качестве яркого примера того, каким чувством цвета обладал художник, и насколько он мог придать цвету «не только формальную, но и эмоционально-содержательную значимость», составляющую главную живописную ценность его произведений. Отмечая живописность золотисто-жёлтой гаммы песка и барок, а также подчёркнутой голубизны неба и воды, Фёдоров-Давыдов писал, что по степени напряжённости и чистоты цвета неоконченный «Вид на Волге», созданный Васильевым, «ярко выделяется среди несколько живописно-робких и приглушённо-серых современных ему пейзажей». По мнению Фёдорова-Давыдова, влияние этого васильевского пейзажа чувствуется в «живописной свежести и яркости такого же жёлто-голубого фона репинских „Бурлаков на Волге“».

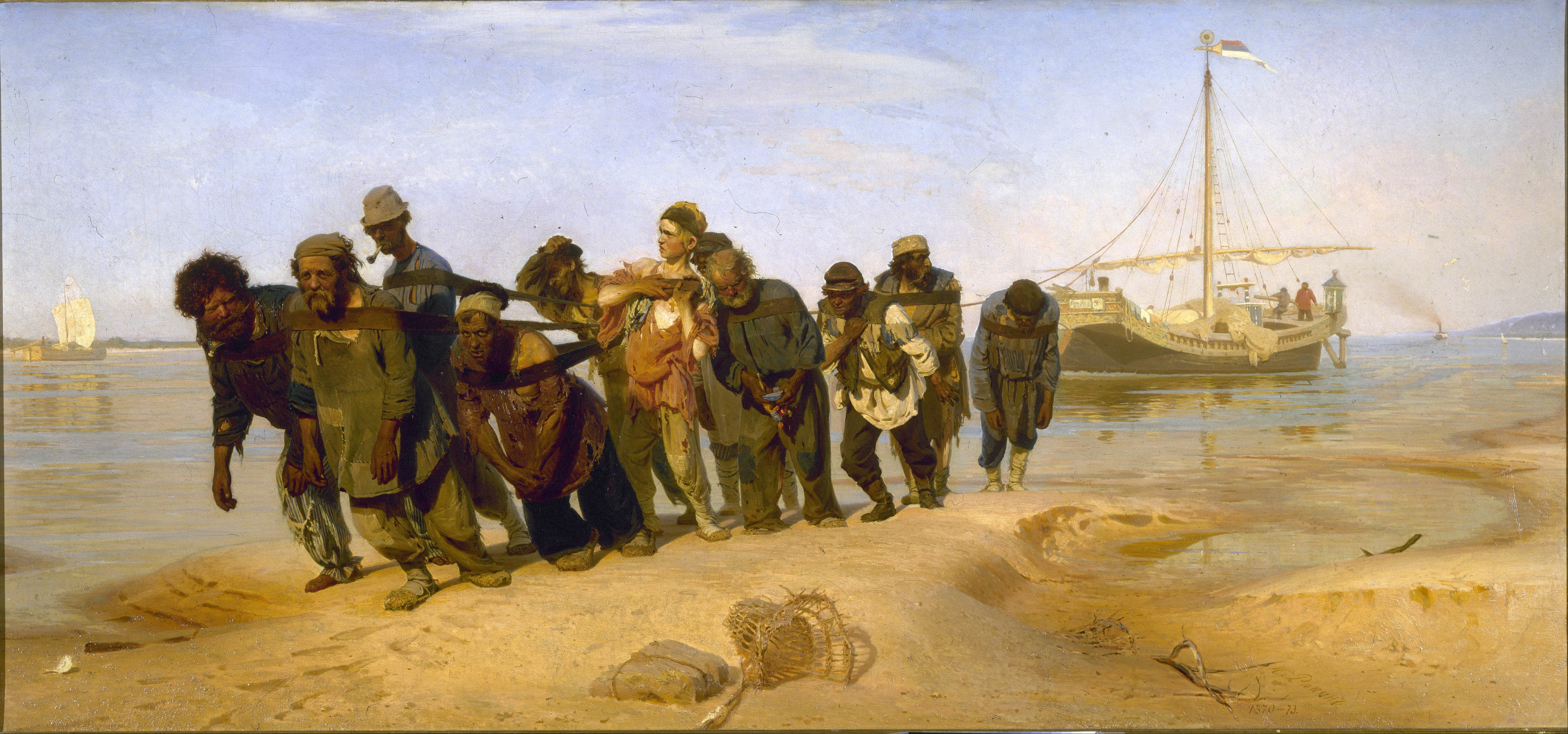
И. Е. Репин. Бурлаки на Волге (1872—1873, ГРМ)

Критик и музыковед Борис Асафьев (литературный псевдоним — Игорь Глебов) писал, что картина «Вид на Волге. Барки» представляет собой «гармоническое сочетание водного широкого пространства с небом, плывущими по нему белыми облаками и песчаным берегом». Отмечая простоту сюжета картины, Асафьев писал: «Всё проще простого. Новизна — в музыкальном настроении, в такой чуткости сопоставления зримого, когда видимое в природе переходит в душевное состояние».
Искусствовед Николай Новоуспенский соглашался с Асафьевым в том, что самое существенное в картине «Вид на Волге. Барки» — «взволнованно выраженное в живописи состояние души поэтически чуткого человека перед лицом красоты мира». По словам Новоуспенского, в этом полотне Васильев с наибольшей для своего времени силой выразил общую философскую концепцию нового реалистического пейзажа, заключавшуюся в том, что «мир человека не вносит дисгармонии в большой и прекрасный мир природы», а существует в ней естественно и просто, как её составная часть. Высоко оценивая картину «Вид на Волге. Барки», Новоуспенский писал, что она вошла «в число совершеннейших образцов русского пейзажного искусства XIX века».

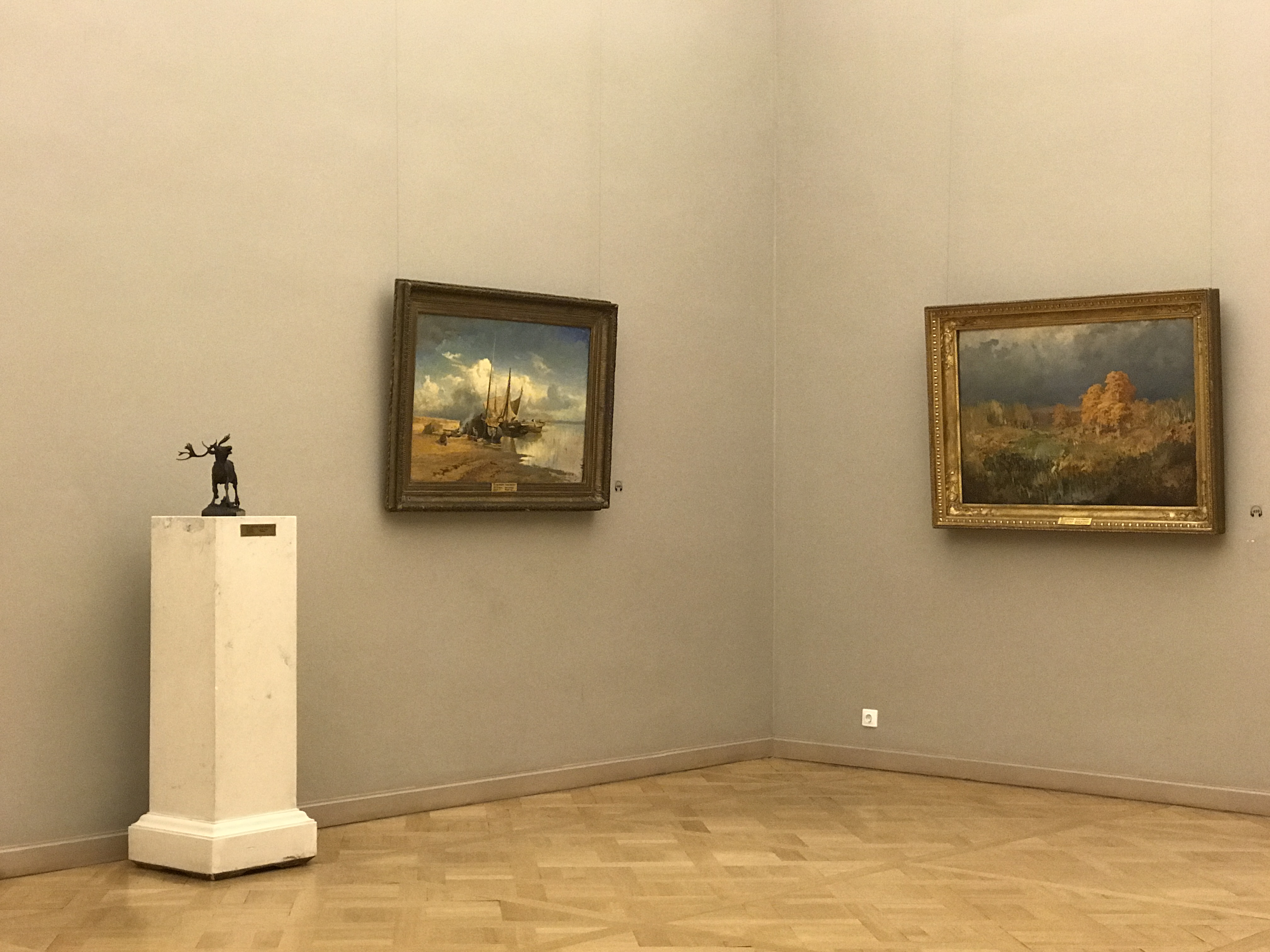
Картины Ф. А. Васильева «Вид на Волге. Барки» и «Болото в лесу. Осень» в ГРМ

Относя «Вид на Волге. Барки» к шедеврам творчества Васильева, искусствовед Елена Петинова писала, что это полотно «поражает мастерством, с которым переданы широкий волжский простор, атмосфера, наполненная влажным воздухом и предвечерним светом». По словам Петиновой, группа уставших от тяжкого труда бурлаков, отдыхающих в тени у одной из барок, вносит в пейзаж «диссонирующую ноту», а контраст между маленькими фигурками людей и окружающей их величественной природой «рождает грустные мысли, настраивает на философские размышления».
Искусствовед Фаина Мальцева отмечала необычность и новаторство васильевской картины «Вид на Волге. Барки» по сравнению с широко известными в то время пейзажами Алексея Боголюбова, совершившего несколько поездок на Волгу в 1860-х годах. Сравнивая «Вид на Волге. Барки» с репинскими «Бурлаками на Волге», Мальцева писала, что отличие между ними состоит не только в сюжетной трактовке, но и в «ликующем пейзаже», который наполняет произведение Васильева «ощущением окрылённости». По словам Мальцевой, этот пейзаж «кажется гимном природе, её красоте, огромной потенциальной силе её жизни и вместе с тем гимном человеку, сбросившему со своих плеч бурлацкую лямку».